# Hebridochernes gressitti
Espèce
Hebridochernes gressitti est une espèce de pseudoscorpions de la famille des Chernetidae.

## Distribution
Cette espèce est endémique de Nouvelle-Calédonie. Elle se rencontre sur le mont Mou.

## Description
La femelle holotype mesure 4 mm.

## Étymologie
Cette espèce est nommée en l'honneur de Judson Linsley Gressitt.

## Publication originale
- Beier, 1964 : Pseudoscorpione von Neu-Caledonien. Pacific Insects, vol. 6, p. 403-411 (texte intégral).